# Eugene James Cuskelly
Eugene James Cuskelly MSC (* 6. Januar 1924 in Oakey, Queensland; † 21. März 1999) war ein australischer römisch-katholischer Ordensgeistlicher und Weihbischof in Brisbane.

## Leben
Eugene James Cuskelly trat der Ordensgemeinschaft der Herz-Jesu-Missionare bei und empfing am 18. Dezember 1948 das Sakrament der Priesterweihe.
Am 17. Mai 1982 ernannte ihn Papst Johannes Paul II. zum Titularbischof von Altinum und zum Weihbischof in Brisbane. Der Erzbischof von Brisbane, Francis Roberts Rush, spendete ihm am 21. Juli desselben Jahres die Bischofsweihe; Mitkonsekratoren waren der Apostolische Pro-Nuntius in Australien, Erzbischof Luigi Barbarito, und der Erzbischof von Hobart, Guilford Clyde Young.
Papst Johannes Paul II. nahm am 29. April 1996 das von Eugene James Cuskelly vorgebrachte Rücktrittsgesuch an.